# Playa de Chachalacas
Playa de Chachalacas är en strand i Mexiko.   Den ligger i kommunen Ursulo Galván och delstaten Veracruz, i den sydöstra delen av landet, 290 km öster om huvudstaden Mexico City.